# Salvatore Ferraro (1967)
Salvatore Ferraro, all'anagrafe Salvatore Antonio Ferraro (Locri, 24 gennaio 1967), è un avvocato italiano, divenuto noto alle cronache per il suo coinvolgimento e per la condanna definitiva di favoreggiamento personale nell'omicidio di Marta Russo, avvenuto nel 1997.
Per questo fatto Ferraro venne condannato nel 2003 a 4 anni e due mesi di reclusione per favoreggiamento nei confronti dell'altro accusato, Giovanni Scattone, condannato per omicidio colposo aggravato.
All'epoca della controversa e complessa vicenda erano entrambi assistenti universitari di filosofia del diritto all'Università La Sapienza di Roma e si sono sempre dichiarati innocenti e completamente estranei. Dopo la condanna Ferraro è divenuto un militante del Partito Radicale e ha scritto libri, spettacoli e numerose canzoni per il suo gruppo rock, i Presi per caso; è stato anche collaboratore, come consulente giuridico esterno, del deputato Daniele Capezzone, quando il politico era Presidente della Commissione Attività Produttive (2006-2008).

## Biografia
Di origine calabrese, soprannominato Sasà, appassionato di musica e scrittura, in giovane età portiere di calcio premiato, si trasferisce a Roma per studiare alla facoltà di Giurisprudenza della Sapienza. Si laurea con il massimo dei voti con una tesi sul diritto naturale nel pensiero di Tommaso Campanella; dottore di ricerca in giurisprudenza, divenne assistente universitario del professor Gaetano Carcaterra assieme all'amico Giovanni Scattone, ricercatore di filosofia con il professor Bruno Romano, e insieme tengono alcuni corsi di filosofia del diritto presso l'ateneo dalla metà degli anni '90.

### Il caso giudiziario

Salvatore Ferraro durante il processo

Nel 1997 Salvatore Ferraro venne arrestato, con Giovanni Scattone e Francesco Liparota, per l'omicidio di Marta Russo, studentessa di giurisprudenza all'Università La Sapienza di Roma, vittima di un delitto compiuto all'interno della Città universitaria il 9 maggio 1997, quando la ragazza ventiduenne fu ferita a morte da un colpo di arma da fuoco, morendo cinque giorni dopo in ospedale. L'omicidio fu al centro di un complesso caso giudiziario, oggetto di grande copertura mediatica alla fine degli anni novanta, sia per il luogo in cui era stato perpetrato, sia per la difficoltà delle prime indagini, che non riuscivano a delineare un movente. Una ventina di studenti testimoniarono che il "delitto perfetto", su cui avrebbero tenuto anche un seminario, era ricorrente nei discorsi dei due assistenti universitari.
Questo fatto spinse parte della stampa e della televisione ad una sorta di accanito linciaggio mediatico dei due principali sospetti: i giornali ipotizzarono anche delle fantasiose connessioni tra il "Superuomo" di Nietzsche (tesi portata avanti durante il processo di primo grado dal pm Ormanni) e la figura di Raskolnikov, il protagonista immaginario di Delitto e castigo di Dostoevskij, che realizza un delitto quasi perfetto e che reputa a fin di bene, ma poi confessa tutto al giudice Porfirij Petrovič, spinto dal rimorso, o con i film di Hitchcock Delitto perfetto e Delitto per delitto; seppur considerata una pista poco consistente, gli inquirenti insistevano che i due avessero voluto "inscenare" o "simulare" un delitto senza movente, ma che la situazione fosse degenerata per colpevole imprudenza, circostanza sempre negata con determinazione da Scattone e Ferraro e poi caduta nel corso delle indagini e del primo processo. In realtà i due non tennero mai un seminario universitario sul tema citato: il professor Carcaterra andò al processo a smentire, precisando che era lui a decidere il titolo e il contenuto; un altro assistente riferì che Ferraro pronunciò solo una volta, per scherzo, l'espressione "delitto perfetto", e che gli studenti avevano equivocato.
Un investigatore si spinse invece a paragonare Scattone e Ferraro ai "compagni di merende" del caso del Mostro di Firenze, coniando il nome "compagni di pizzeria" e citando molestie, mai avvenute o accertate, da parte dei due assistenti alle studentesse. Durante il processo vennero usati anche scritti personali - come racconti di genere poliziesco o noir, nonché testi di canzoni e poesie, o gli appunti e il diario - di Ferraro, onde dimostrarne la presunta "personalità criminale", secondo il teorema accusatorio. Alle stesso modo, per Scattone l'accusa tentò di usare come argomento un articolo dal titolo J. Rachels sull'uccidere e il lasciar morire (1995), che in realtà non aveva nulla a che fare con gli omicidi, ma era una pubblicazione scientifica sul tema dell'eutanasia tratta dalla rivista specialistica Bioetica.
Se colpevoli di omicidio, sarebbe bastata l'ammissione di aver provocato un incidente per caso per ottenere un'assoluzione o una pena irrisoria: la decisione di non confessare nulla (a Ferraro sarebbe bastato confermare l'accusa contro il collega), pur rischiando teoricamente anche l'ergastolo, aumentò la convinzione degli innocentisti sull'estraneità. L'avvocato di parte civile rispose affermando che non avrebbero confessato "l'incidente" per paura di rivelare la provenienza della pistola, secondo lui "sporca" e proprietà di "qualcuno di importante". Salvatore Ferraro rifiutò però di accusare Scattone per far cadere l'accusa nei suoi confronti, poiché lo ritiene innocente, riferendo poi di essere stato, con gli altri imputati, insultato e maltrattato dai poliziotti (avrà una denuncia per calunnia, poi caduta).
(Dichiarazione spontanea di Salvatore Ferraro davanti alla Corte d'Assise, 7 settembre 1998)
In carcere tenne un lungo sciopero della fame di protesta.
Nel 2003 Scattone e Ferraro, che si sono sempre professati innocenti e vittime di errore giudiziario, furono condannati in via definitiva rispettivamente per omicidio colposo aggravato e per favoreggiamento. Ferraro fu invece assolto dall'accusa più grave, concorso in omicidio, già in primo grado e poi definitivamente a causa della mancato ricorso del pm in appello. Il terzo indagato, Francesco Liparota, venne assolto dall'accusa di favoreggiamento dalla Corte di Cassazione lo stesso anno. Nel 1999, dopo 1 anno e mezzo di prigione, Ferraro fu scarcerato e scontò il resto della pena (il totale era 4 anni e 2 mesi di reclusione) agli arresti domiciliari.

### Attività successiva

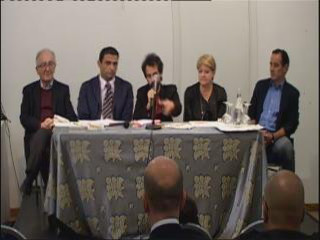
Salvatore Ferraro alla presentazione di un suo libro per l'associazione Il Detenuto Ignoto.

Nel settembre 2003 Salvatore Ferraro fu ingaggiato come consulente per la sceneggiatura di un film su un serial killer, dal titolo Cattive inclinazioni.
Nel 2005 finì di scontare la pena ai domiciliari; non è mai stato interdetto dai pubblici uffici, né privato dei diritti civili e politici. Ferraro è inoltre divenuto un militante del Partito Radicale, tra i responsabili dell'Associazione "Il Detenuto Ignoto" (da lui fondata con Irene Testa e Marco Pannella), impegnato per i diritti umani dei detenuti, per il garantismo e la riforma della giustizia; è stato anche dirigente dei Radicali (membro del Comitato Nazionale) e ha lavorato come collaboratore di Daniele Capezzone, che era allora deputato della Rosa nel Pugno e Presidente della Commissione Attività Produttive alla Camera dei deputati dal 2006 al 2008, durante il governo Prodi II, partecipando a numerose iniziative dei radicali, come scioperi della fame, interventi su Radio Radicale e altro.
Con l'associazione, si è dedicato anche al supporto e all'assistenza legale riguardo numerosi casi di morti per sospetto abuso di polizia o pestaggio, o causa maltrattamenti in carcere, come Stefano Cucchi, Federico Aldrovandi, Giuseppe Uva e altri, e a raccolte di firme per l'antiproibizionismo, contro il sovraffollamento carcerario e per l'introduzione del reato di tortura nell'ordinamento italiano.

#### Teoria della pena visibile
Nel 2013 pubblica La pena visibile o della fine del carcere in cui propone di abolire - per la maggioranza dei detenuti condannati, quelli giudicati non pericolosi, cioè il 94,5 % circa - la pena detentiva sostituendola con i servizi sociali e le pene alternative in ambiente esterno, dal cui svolgimento dipenderebbe anche la durata della pena stessa, permettendo inoltre al detenuto di guadagnare il denaro per il risarcimento civile. Alla sera i detenuti tornerebbero a dormire agli arresti domiciliari o in strutture statali. I soli domiciliari, come il carcere, vengono considerati dannosi perché deresponsabilizzanti e non educativi (il detenuto rimane a contatto spesso con il suo precedente ambiente criminale).
Verrebbero esclusi da questo programma, previo comunque miglioramento della struttura carceraria, rispetto dei diritti e limitazione della carcerazione preventiva, i responsabili accertati di omicidio volontario, di stupro, lesioni molto gravi, terrorismo e sequestro di persona.
La critica di Ferraro all'istituzione totale carceraria si appunta su due temi: 
- l'inutilità pratica del carcere: esso è una spesa alta per la comunità (150 euro al giorno, che talvolta non verranno mai rimborsati data l'indigenza di molti detenuti, specialmente di quelli senza dimora, e di quelli tossicodipendenti o stranieri; Ferraro fa notare che negli ultimi dieci anni il sistema penitenziario è costato agli italiani 29 miliardi di euro), e spesso non raggiunge il risultato né come deterrente né come rieducatore[18]
- il cosiddetto "effetto criminogeno" del carcere, su cui insisteva spesso anche Pannella: il fatto che la pena della privazione o limitazione della libertà viene vissuta come accessoria, in quanto viene soppiantata da pene ingiuste, come costrizioni fisiche, perquisizioni e vessazioni psicologiche, talvolta involontarie ma insite nell'istituzione carceraria stessa (Ferraro fa l'esempio dell'impatto psicologico a lungo termine del rumore della "battitura" delle sbarre, effettuato giornalmente dalle guardie per controllarne la solidità)[24], rendendo quindi nullo il valore educativo della pena; al contrario, il detenuto viene spinto a vendicarsi della società, portando a recidiva e a delitti più gravi[18]

Rendere visibile il condannato e la pena coinvolge il reo, la società, i suoi parenti e le vittime stesse con le loro famiglie, sottraendo l'individuo all'arbitrio dell'istituzione e all'invisibilità in cui un detenuto rischia di precipitare.
L'afflittività, cioè il disagio di subire la pena della "libertà limitata", deve essere contenuta ma rieducante, come nella lezione della criminologia liberale utilitarista (a partire da Beccaria): il reo di gravi delitti impara così a non compierli più, nel suo interesse e in quello della società, comprendendo la differenza di vita tra la pena e la libertà. Il patimento temporaneo della pena è derivante da una condizione sentita come indesiderata, che può rappresentare sofferenza, limite, differenza e preferenza per un’altra, migliore, condizione. Questa afflizione, caratteristica speciale della pena per reati gravi e in misure lieve di ogni pena, non deve mai superare i limiti posti dal senso di umanità e non deve provocare risentimento nel detenuto, né punire i congiunti di esso.
Il saggio è stato apprezzato anche dall'ex magistrato Gherardo Colombo (già membro del pool di Mani Pulite).
Nel 2014 venne anche invitato a parlare, come relatore ospite, del tema della riabilitazione dei carcerati e del libro in un incontro organizzato dal Partito Democratico.

#### Lavoro legale
Ferraro svolge anche il lavoro attivo di giurista e avvocato penalista, spesso come patrocinante gratuito per i non abbienti nell'ambito della condizione carceraria, scrivendo e portando anche la propria esperienza nella sua azione. Ha collaborato con l'Associazione Antigone, l'Opera Nomadi e l'associazione Papillon.

#### Altre attività
Salvatore Ferraro ha inoltre preso parte, con altri ex detenuti, a un gruppo musicale, i Presi per caso, per cui ha scritto musica e testo di numerose canzoni e alcuni spettacoli teatrali che trattano di errori giudiziari e vita carceraria. Lavora inoltre come insegnante in un istituto privato e gestisce una libreria con la moglie.

## Opere
- Il dito contro. Memoriale del processo per l'assassinio di Marta Russo, autobiografico, prefazione di Vittorio Feltri, Avagliano, 2001.
- La pena visibile o della fine del carcere, saggio, Rubbettino, 2013.
- Galera, le ultime incisioni, raccolta di racconti a sfondo autobiografico, 2015

## Discografia

### Discografia con i Presi per caso
- 2004 - Presi per caso
- 2007 - Delinquenti
- 2007 - Girolimoni (Lettera aperta a favore del concittadino Gino G.)
- 2009 - Senza passare dal via

## Teatro
- 2004 - Radiobugliolo (flash di vita dalle romane galere)
- 2005 - Delinquenti
- 2008 - Sally 8 - Benvenuti a Guantanamo
- 2008 - Recidivo recital

## Filmografia

### Consulente alla sceneggiatura
- Al di là di ogni ragionevole dubbio di Franco ed Enrico Carrozzino (2001), documentario
- Cattive inclinazioni di Pierfrancesco Campanella (2003)

### Attore
- Al di là di ogni ragionevole dubbio (2001)

## Premi e riconoscimenti
- Secondo premio del Festival della Canzone Erotica 2012, per il testo e la musica della canzone Tottì (2008)